# 東市来町養母
東市来町養母（ひがしいちきちょうようぼ）は、鹿児島県日置市の大字。旧薩摩国日置郡市来郷養母村、日置郡東市来村大字養母、日置郡東市来町大字養母。郵便番号は899-2311。人口は1,134人、世帯数は533世帯（2020年10月1日現在）。

## 地理
日置市の北西部、大里川の上流域から中流域に位置している。字域の北方には薩摩川内市樋脇町市比野、南方には日置市伊集院町桑畑、伊集院町下神殿、伊集院町野田、東方には日置市伊集院町上神殿、鹿児島市郡山岳町、西方には日置市東市来町美山、東市来町長里、東市来町湯田、いちき串木野市川上がそれぞれ接している。
字域の中央部を大里川が、北部を八房川、南部を江口川がそれぞれ東西に流れており、それぞれの河川流域には水田が多く所在している。
字域の中央部を鹿児島県道304号仙名伊集院線が南北に通っており、南部を流れる江口川に沿って鹿児島県道305号養母長里線が、中央部を流れる大里川に沿って鹿児島県道309号山田湯之元停車場線、北部を流れる八房川に沿って鹿児島県道308号郷戸市来線がそれぞれ東西に通っている。
中央部には日置市立上市来中学校、日置市立上市来小学校が所在している。

### 河川
- 大里川
- 八房川
- 江口川

## 歴史

### 養母の成立と中世
養母という地名は戦国期より見え、薩摩国市来院のうちの名田名であった。天正8年の川上孫次郎の島津氏老臣連署坪付には「薩州市來之内 養母名 一反 山田先中むた」とあり、この頃より見える。

### 近世の養母
江戸期には薩摩国日置郡市来郷（外城）のうちであり、村高は「天保郷帳」では1,919石余、「旧高旧領取調帳」では1,965石余であった。
慶長3年に島津義弘が朝鮮より連れ帰った陶工を串木野郷下名村島平から地内に移された際に陶工の居住区域となった養母村の一部が苗代川村（現在の日置市東市来町美山）として分村した。養母村は市来郷のうちであったが、分村した苗代川村は伊集院郷のうちとなった。

### 町村制施行以後
1889年（明治22年）に町村制が施行されたのに伴い、市来郷のうち東半分の区域より東市来村が成立し、江戸期の養母村は東市来村の大字「養母」となった。1937年（昭和12年）には東市来村が町制施行し、東市来町の大字となった。1998年（平成10年）に伊集院町大字上神殿字西迫及び字折口の各一部を養母に編入し、養母字諭田の一部が伊集院町大字上神殿の一部となった。
2005年（平成17年）5月1日に東市来町が日置郡伊集院町、吹上町、日吉町と合併し日置市が成立した。この合併に先立って設置された法定合併協議会である「日置中央合併協議会」において大字名については「字の区域は、現行どおりとし、現行の字の名称の前に当該字の属する合併前の町の名称を付し、字の名称を変更する。」と協定された。合併日の2005年（平成17年）5月1日に鹿児島県の告示である「 字の名称の変更」が鹿児島県公報に掲載された。この告示の規定に基づき即日大字の名称変更が行われ、大字名が「養母」から「東市来町養母」に改称された。

### 字域の変遷
| 実施後                     | 実施年             | 実施前                           |
| -------------------------- | ------------------ | -------------------------------- |
| 大字養母（編入）           | 1998年（平成10年） | 伊集院町大字上神殿字西迫、字折口 |
| 伊集院町大字上神殿（編入） | 1998年（平成10年） | 大字養母字諭田                   |

## 人口
以下の表は国勢調査による小地域集計が開始された1995年以降の人口の推移である。
| 統計年             | 統計年 | 人口  | 人口 |
| ------------------ | ------ | ----- | ---- |
| 1995年（平成7年）  | [ 9 ]  | 2,143 |      |
| 2000年（平成12年） | [ 10 ] | 2,071 |      |
| 2005年（平成17年） | [ 11 ] | 1,817 |      |
| 2010年（平成22年） | [ 12 ] | 1,603 |      |
| 2015年（平成27年） | [ 13 ] | 1,389 |      |
| 2020年（令和2年）  | [ 3 ]  | 1,134 |      |

## 施設

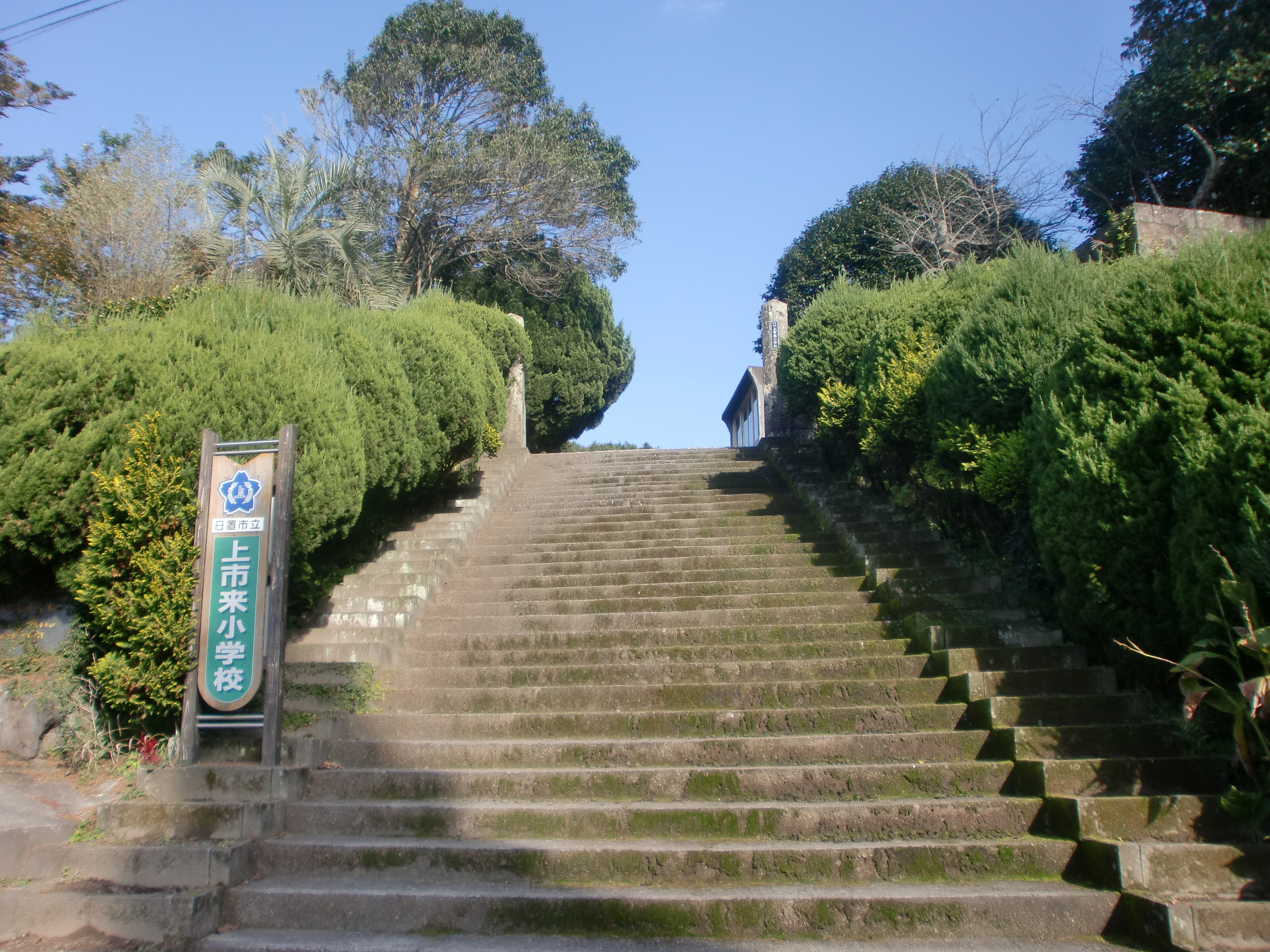
日置市立上市来小学校

### 公共
- 高山地区公民館（高山小学校跡地）

### 教育
- 日置市立上市来中学校
- 日置市立上市来小学校

### 郵便局
- 上市来郵便局

## 小・中学校の学区
市立小・中学校に通う場合、学区（校区）は以下の通りとなる。
| 大字         | 番地 | 小学校               | 中学校               |
| ------------ | ---- | -------------------- | -------------------- |
| 東市来町養母 | 全域 | 日置市立上市来小学校 | 日置市立上市来中学校 |

## 交通

### 道路
一般県道
- 鹿児島県道304号仙名伊集院線
- 鹿児島県道305号養母長里線
- 鹿児島県道308号郷戸市来線
- 鹿児島県道309号山田湯之元停車場線

広域農道
- 日置広域農道